# Skala Quigley
Skala Quigley – system opisowej, graficznej klasyfikacji fenotypów, który definiuje siedem kategorii pomiędzy „w pełni zmaskulinizowanymi” i „w pełni sfeminizowanymi” narządami płciowymi. Została ona zaproponowana przez pediatrę, endokrynologa Charmian A. Quigley w 1995 roku. Jest podobna w swojej funkcji do skali Pradera i służy do opisu genitaliów w przypadkach zespołu niewrażliwości na androgeny.

## Typy
Na podstawie podziału zaproponowanego przez C. A. Quigley stosuje się praktyczny podział zespołu niewrażliwości na androgeny na 7 stopni w zależności od objawów klinicznych:
| Typ      | Cechy szczególne |
| -------- | --- |
| Typ 1    | prawidłowy rozwój narządów płciowych przy słabo wyrażonym dojrzewaniu płciowym (np. w zespole Kennedy'ego)                                                                                    |
| Typ 2    | występuje przypadek spodziectwa |
| Typ 3    | znaczne spodziectwo (np. kroczowe), wnętrostwo, także zespół Reifensteina |
| Typ 4    | trudna do identyfikacji płeć fenotypowa |
| Typy 5-6 | rozwój gruczołów piersiowych, przerost łechtaczki, hirsutyzm, zrosty warg sromowych |
| Typ 7    | zespół całkowitej niewrażliwości na androgeny (CAIS) - płeć fenotypowa żeńska, brak owłosienia łonowego i pachowego, dobrze rozwinięte gruczoły piersiowe, ślepo zakończony zachyłek pochwowy |